# Flemming Weis
Flemming Weis (15. april 1898 – 30. september 1981) var en dansk komponist og organist, der fik sin musikalske uddannelse på Det Kgl. Danske Musikkonservatorium og ved konservatoriet i Leipzig. Hans værker omfatter to symfonier, sange, korsatser og kammermusik, hvor især blæserkvintetten Serenade uden reelle hensigter fra 1938 har været meget spillet. Han var organist ved Annakirken i København i 1929-68 og bestred en række poster i dansk musikliv, bl.a. formand for Det Unge Tonekunstnerselskab i 1942-56 og formand for Dansk Komponistforening i 1967-71, desuden var han musikkritiker ved Politiken i 1964-81. 
Blandt hans melodier skal fremhæves Fyldt med blomster blusser æbletræets gren (Ludvig Holstein), som hører til den danske sangs kernerepertoire og findes i mange indspilninger.